# NGC 336
NGC 336 (również PGC 3470) – galaktyka spiralna (S/P), znajdująca się w gwiazdozbiorze Wieloryba w odległości ok. 250 milionów lat świetlnych. Odkrył ją Francis Leavenworth 31 października 1885 roku. Ponieważ pozycja podana przez odkrywcę nie była dokładna, istniały duże problemy z identyfikacją tego obiektu, jednak analiza szkiców wykonanych przez Leavenwortha w trakcie obserwacji pozwoliła jednoznacznie określić, które ciało niebieskie obserwował.